# Рахманов, Базар (полный кавалер ордена Славы)
Базар Рахманов (полный кавалер ордена Славы) (1925 — ?) — миномётчик 497-го стрелкового полка (135-я стрелковая дивизия), рядовой, участник Великой Отечественной войны, кавалер ордена Славы трёх степеней.

## Биография
Родился в 1925 году в селе Карамахмут Чарджуйского округа Туркменской ССР (ныне — Сакарский этрап Лебапского велаята Туркменистана). Туркмен.
23 февраля 1943 года был призван в Красную армию Сакарским райвоенкоматом. В действующей армии с ноября 1943 года. Воевал в составе 497-го стрелкового полка 135-й стрелковой дивизии стрелком противотанкового ружья, миномётчиком.
В первых же боях заслужил медаль «За отвагу», награждён за то, что под сильном огнём противника своевременно доставлял боеприпасы, огнём из винтовки уничтожил несколько гитлеровцев.
С началом Сандомирско-Силезской операции дивизия была введена в бой 18 января под городом Краков (Польша), приняла участие в освобождении города.
В этих боя красноармеец Рахманов заслужил вторую боевую награду. 21 января 1945 года в бою за населённый пункт Баленцин под огнём противника своевременно подносил мины к миномёту, вынес с поля боя 4 раненых бойцов. Награждён медалью «За отвагу».
18 февраля 1945 года в бою в районе Шнейденбурга (Германия) красноармеец Рахманов, помогая наводчику миномёта, под огнём противника быстро и бесперебойно заряжал свой миномёт. В составе расчёта рассеял и уничтожил до взвода вражеских солдат. Был представлен к награждению орденом Славы 3-й степени.
В дальнейшем принимал участие в Нижне-Силезской операции, с 8 марта 1945 года вёл оборонительные бои на западном берегу реки Одер.
8 марта 1945 года в районе Фроливейлера (Германия) на западном берегу реки Одер красноармеец Рахманов в составе расчёта отразил несколько контратак противника. При прорыве гитлеровских автоматчиков на командный пункт батальона лично участвовал в отражении атаки, личным оружием и умело действуя штыком уничтожил до 10 гитлеровцев. Был представлен к награждению орденом Славы 2-й степени.
С 15 марта 1945 года дивизия принимала участие в Верхне-Силезской операции, действуя в составе ударной группы армии.
19 марта 1945 года в бою за овладение городом Оберглогау (Глогувек, Опольское воеводство, Польша) красноармеец Рахманов огнём из своего миномёта уничтожил до 40 гитлеровцев. В боях на улицах города, когда не было возможности вести огонь из миномёта, выбивая врага из домов и подвалов гранатами и личным оружием. Взял в плен 5 вражеских солдат. Был представлен к награждению орденом Отечественной войны 2-й степени, награждён орденом Красной Звезды.
25 марта 1945 года в районе населённого пункта Альтевальде (Германия) красноармеец Рахманов под сильным огнём противника часто менял позиции, не прерывая миномётный огонь. Все контратаки были отражены. В составе расчёта уничтожил до 35 гитлеровцев и 2 пулемётные точки. Своими действиями помог стрелковым подразделениям выполнить боевую задачу. Был вторично представлен к награждению орденом Славы 2-й степени (уже после Победы).
Приказом по частям 135-й стрелковой дивизии от 15 апреля 1945 года (№ 38/ н) красноармеец Рахманов Базар награждён орденом Славы 3-й степени.
Приказами по войскам 59-й армии от 22 мая 1945 года (№ 66/н, за бой 8 марта) и по войскам 6-й армии от 1 июня 1945 года (№ 52, за бои 25 марта) красноармеец Рахманов Базар награждён двумя орденами Славы 2-й степени.
Ошибка с фронтовыми награждениями была исправлена только через полвека после войны.
Приказом Министра обороны Российской Федерации от 10 декабря 1993 года приказ от 1 июня 1945 года был отменён и Рахманов Базар награждён орденом Славы 1-й степени.
Был женат. Жена Рахманова Бибинияз. Дети Ягшигельдиева Сона Базаровна, Алиева Гулджан Базаровна, Рахманов Нурягды Базарович. В честь его названа улица в Сакарском этрапе, где живут его внуки..

## Награды
- орден Красной Звезды (05.04.1945)[2]
- орден Славы I степени(10.12.1993) Приказом Министра обороны Российской Федерации от 10 декабря 1993 года приказ от 1 июня 1945 года был отменён и награждён орденом Славы 1-й степени[3]
- орден Славы II степени(22.05.1945)[4]
- орден Славы III степени (15.04.1945)[5]
  - медали, в том числе:
  - «За отвагу» (18.12.1943)[6]
  - «За отвагу» (9.02.1945)[6]
  - «За боевые заслуги» (18.12.1943)[7]
  - «За победу над Германией в Великой Отечественной войне 1941—1945 гг.» (1945)[8]

## Память
- Увековечен на сайте МО РФ «Дорога памяти»[9]